# Berslingen

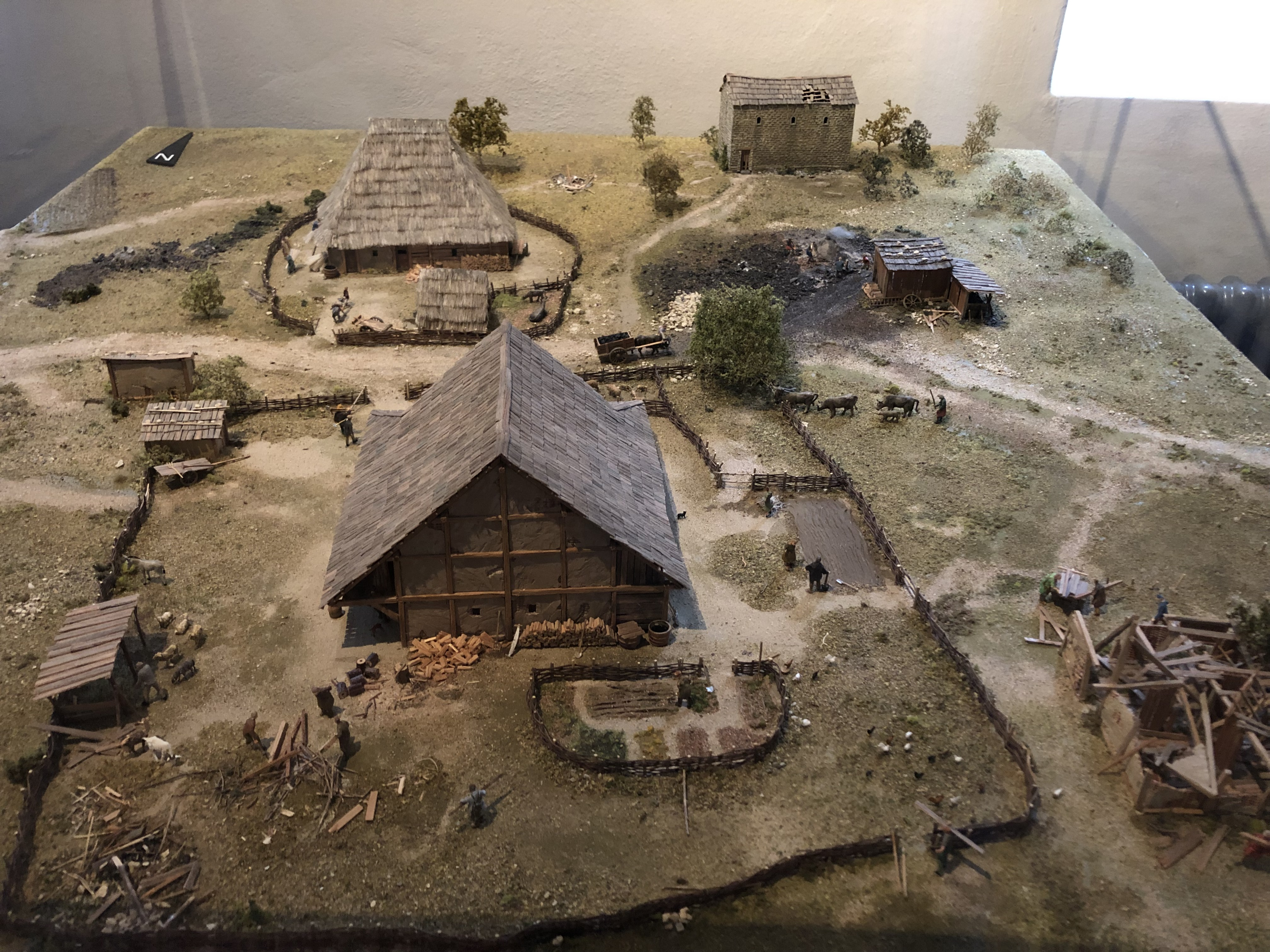
Modell von Berslingen

Berslingen ist ein ehemaliges Dorf (Wüstung) im Kanton Schaffhausen in der Schweiz. Es wurde um 1200 aufgegeben und geriet in Vergessenheit. Heute sind keine Spuren von Berslingen mehr vorhanden. Ein Modell ist seit 2010 in der neu gestalteten Ausstellung über die Geschichte der Stadt Schaffhausen im Museum zu Allerheiligen zu besichtigen.

## Lage
Berslingen lag am Übergang vom Merishausertal ins Mühlental auf dem Gebiet der Stadt Schaffhausen. Heute führt die H5, ehemals Autostrasse A4,  über einen Teil des ehemaligen Siedlungsgebietes. An seiner Stelle stehen heute dort eine Industriezone, das Werkareal des städtischen Tiefbauamtes sowie das Logierhaus, eine ehemalige Arbeiterunterkunft, die seit 2009 der International School of Schaffhausen als Schulhaus dient.

## Geschichte
Alemannische Siedler errichteten um 600 n.Ch. im Merishausertal ein Pioniergehöft. Daraus entwickelte sich in den folgenden Jahrhunderten das mittelalterliche Dorf Berslingen. Um 800 n.Ch. wurde eine einfache Steinkirche mit Friedhof erstellt. Im Jahre 852 wird der Name Berslingen erstmals urkundlich erwähnt. Die Blüte erlebte das Dorf um die Jahrtausendwende. Ein Jahrhundert später verliessen die Bewohner ihre Höfe. Die verbliebenen Bewohner begannen Eisen zu hütten. Am Ende des 12. Jahrhunderts zerfiel die Siedlung. Die Flur wurde jedoch weiterhin landwirtschaftlich genutzt.

## Archäologische Ausgrabungen
Anlässlich des Baus der damaligen Nationalstrasse A4 wurde der genaue Standort von Berslingen lokalisiert. Der Fund löste zwischen 1968 und 1970 eine grossflächige archäologische Notgrabung aus. Mit einer Gesamtfläche von 10‘000 m² Siedlungsgrabungen war dies eine der grössten archäologischen Ausgrabungen in der Schweiz. Während der Grabungsarbeiten war die Grabungsstätte für Besucher geöffnet.
Im Zuge der Umbauarbeiten am Logierhaus wurden im Jahre 2008 weitere Grabungen durchgeführt. Dabei wurden zwei Grubenhäuser gefunden. Grubenhäuser sind nur 10 bis 50 cm eingetieft.